# باد زاسندورف
باد زاسندورف (به آلمانی: Bad Sassendorf) یک شهر در آلمان است که در سوشت واقع شده‌است. باد زاسندورف ۱۱٬۵۷۹ نفر جمعیت دارد.